# タコクラゲ
タコクラゲ（蛸水母、蛸海月、Mastigias papua）は、鉢虫綱に属するクラゲの一種。

## 概要

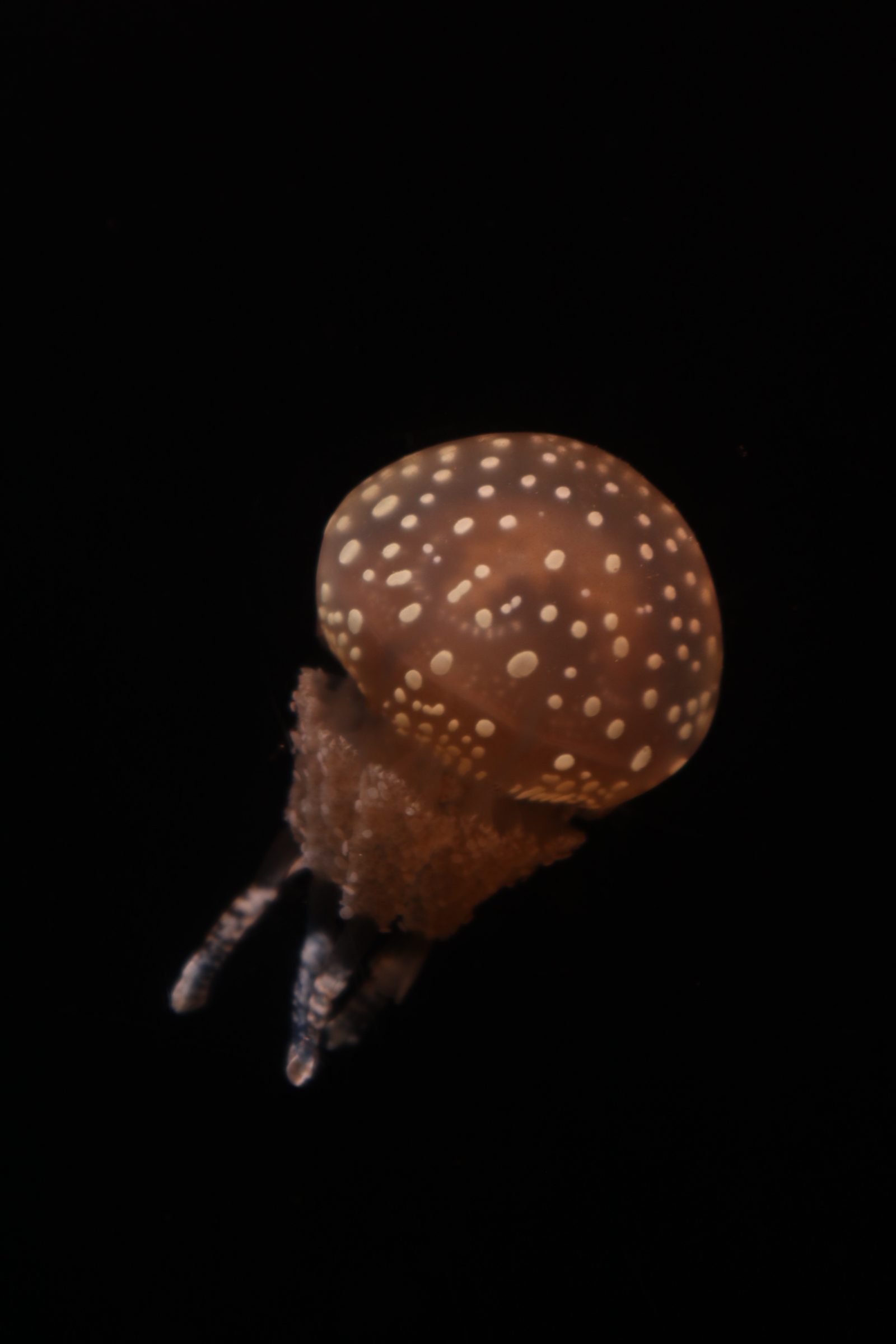
泳ぐタコクラゲ。葛西臨海水族園にて。

傘はほぼ半球状。傘には円形から楕円形の斑紋が見られる。口腕の長さは傘の半径程度であり、数は8本。
口腕の下部には棍棒状の付属器があり、タコに似た外見からその名がつけられた。体内には褐虫藻（共生藻）が共生しており体色は褐色。褐虫藻が抜けてしまうと体色が白っぽくなる。
傘に触手はないが、傘の下には口腕を持つ。その口腕の先から、細長い棒状の付属器が伸びるのが特徴の一つで、これが形の上でタコの足に当たる。傘径10cm程度になるが、20cmほどの個体もいる。夏から秋に、静かな湾内で見ることが多い。日本近海では南日本各地の温暖な太平洋岸で見られる。

## 生態
タコクラゲの持つ褐虫藻は光合成を行い、つくりだした有機物の一部をクラゲに渡している。一方、クラゲは代謝の過程において生じた二酸化炭素やアンモニアを褐虫藻に渡し、褐虫藻がこれらを利用することで共生が成立しているとされる。なお完全に光合成だけに頼っているわけではなく、小型の甲殻類等を捕食してもいる。
雌雄異体。卵と精子は水中で受精する。受精卵はしばらくメスの口腕上にとどまったのち、プラヌラになってから遊泳する。本種のプラヌラは共生藻を持たず、ポリプ時代に親クラゲの崩壊した組織片を食べて共生藻を取り入れるとされる。

## 分布
インド洋ならびに太平洋の温帯から亜熱帯にかけての地域に広く分布する。日本においては沖縄、奄美大島、天草、瀬戸内海、田辺湾、相模湾等で見られる。
また、台湾、中国南部、インド、フィリピン、パラオ諸島、フィジー、アフリカ東岸にも分布する。

## 人間との関わり
佐賀県東松浦郡の呼子地方の漁師は、本種の事を「イラ」と呼んで恐れているという。この名は刺された際に「痛みでイライラする」ことに由来するという説がある。しかし、本種は毒が弱く、基本的にほとんどの人は痛みを感じないと言われている。

## 備考
原記載の報告地はパプアニューギニア。
パラオ共和国のマカラカル島にはジェリーフィッシュレイクという、本種の別亜種が群生する湖が存在する。